# Tijdlijn Ditadura Nacional
Op deze pagina wordt via een tijdlijn een chronologisch overzicht gegeven van de voornaamste gebeurtenissen tijdens de Ditadura Nacional (Nationale Dictatuur) (1926-1933) in Portugal.

## Ditadura Nacional

### 1926
- 2 februari - Mislukte militaire staatsgreep.
- 27 mei - Generaal Manuel Gomes da Costa arriveert in Braga. Hij is van plan binnen korte tijd een staatsgreep te plegen.
  - De republikeinse regering in Lissabon onder premier António Maria da Silva is op de hoogte van de plannen van Gomes da Costa. De regering neemt maatregelen om de staatsgreep te verijdelen.
- 18 mei - Gomes da Costa pleegt zijn staatsgreep, maar komt na enkele uren tot de conclusie dat deze mislukt is.
- 29 mei - De staatsgreep gaat onverwacht toch door en enkele hoge officieren sluiten zich bij Gomes da Costa aan. Onder deze officieren bevinden zich marinecommandant José Mendes Cabeçadas Júnior en generaal António Óscar Carmona. Veel ontevreden mensen sluiten zich bij de coupplegers aan en het complot krijgt de omvang van een revolutie (Revolutie van de 28ste mei). Men begint met een mars op Lissabon.
  - De Communistische Partij van Portugal (PCP) onderbreekt, gezien de militaire staatsgreep, haar 2e congres.
  - De nationale vakbond, de Confederação Geral dos Trabalhadores verklaart zich neutraal.
  - Het kabinet-Da Silva biedt zijn ontslag aan.
- 30 mei - De gevormde militaire junta benoemt marinecommandant Cabeçadas tot premier.
  - Porto wordt ingenomen.
- 31 mei - De revolutionairen arriveren in Lissabon.
- 3 juni - António de Oliveira Salazar wordt voor de eerste keer minister van Financiën; hij treedt al na 16 dagen af.
  - Het parlement wordt per decreet ontbonden; het gekozen burgemeesterschap wordt afgeschaft; alle politieke partijen worden verboden.
  - De Carbonária, een geheim genootschap, wordt verboden.
- 9 juni - President Bernardino Machado treedt af. Cabeçadas wordt tevens president.
- 17 juni - Generaal Gomes da Costa pleegt een staatsgreep en zet Cabeçadas af. Hij neemt zelf zowel het presidentschap als het premierschap op zich (19 juni).
- 22 juni - De perscensuur wordt ingevoerd.
- 9 juli - De monarchistische generaal Sinel de Cordes pleegt een staatsgreep en brengt generaal António Óscar Carmona aan de macht.
- 15 september - Mislukte militaire coup.
- 18 september - Mislukte militaire coup.
- 29 november - Generaal Carmona wordt interim-president.
- 16 december - Er wordt een politieke politie opgericht in Lissabon.

### 1927
- februari - Mislukte republikeinse opstand in Porto.
- 26 maart - Oprichting politieke politie in Porto.
- 17 mei - Inperking leerplicht van zes naar vier jaar. Er worden aparte scholen voor meisjes en jongens opgericht.
  - De Confederação Geral dos Trabalhadores, de nationale vakbond, wordt ontbonden.
- augustus - Mislukte rechtse militaire staatsgreep.
- 1 december - Studentendemonstraties in Lissabon tegen de Ditadura Nacional.

### 1928
- februari - Oprichting Comissião de Propaganda da Ditadura, het propagandabureau voor de dictatuur.
- 17 maart - Fusie politieke politie in Lissabon en Porto.
- 18 april - Generaal José Vicente de Freitas volgt Carmona op als premier.
- 26 april - António de Oliveira Salazar wordt opnieuw minister van Financiën, nu echter met bijzondere (dictatoriale) volmachten. Hij moet Portugal redden van een bankroet.
- Generaal Carmona kondigt aan dat hij aanblijft als president. Hij wordt later via een referendum in zijn ambt bevestigd.
- Acordo Missionário (missieakkoord) tussen de regering en de Rooms-Katholieke Kerk. De Kerk mag haar missiewerk in de Portugese koloniën hervatten.
- Mislukte republikeinse opstand tegen de Ditadura Nacional.
- Het hoofdkantoor van de Communistische Partij van Portugal wordt gesloten.

### 1929
- 8 juli - Generaal Artur Ivens Ferraz volgt generaal Freitas op als premier.
- Katholieke congregaties worden weer toegestaan (verboden in 1911).
- De PCP wordt in het geheim gereorganiseerd door Bento António Gonçalves. Er worden illegale cellen opgericht.

### 1930
- 21 januari - Generaal Domingo da Costa e Oliveira volgt Ivens Ferraz op als premier.
- De Acto Colonial (Koloniale Akte) wordt aangenomen. Hierin wordt de positie van de Portugese koloniën (Angola, Cabinda, Kaapverdië, Guinee-Bissau, Sao Tomé en Principe, Mozambique, Goa, Daman en Diu, Dadra en Nagar Haveli, Oost-Timor en Macau) omschreven.
- 28 mei - Minister Salazar presenteert een deel van zijn hervormingsplannen.
- juni - Oprichting van de Nationale Unie - een soort eenheidspartij - door Salazar.

### 1931
- april — mei - Mislukte republikeinse opstand op de Azoren.

### 1932
- 5 juli - António de Oliveira Salazar wordt minister-president. Hij is de eerste burgerpremier sinds juni 1926.

### 1933
- De bevolking spreekt zich via een referendum vóór een nieuwe, corporatieve grondwet. De resultaten blijken echter te zijn gemanipuleerd.
- Begin van de Estado Novo ("Nieuwe Staat").

Zie verder: Tijdlijn Estado Novo (1933-1974) of Tijdlijn Eerste Portugese republiek (1910-1926)